# Liste der Monuments historiques in Beuvrages
Die Liste der Monuments historiques in Beuvrages führt die Monuments historiques in der französischen Gemeinde Beuvrages auf.

## Liste der Objekte
| Bezeichnung                                                      | Beschreibung                      | Standort                                          | Kennzeichnung | Schutzstatus | Datum | Bild |
| ---------------------------------------------------------------- | --------------------------------- | ------------------------------------------------- | ------------- | ------------ | ----- | ---- |
| Grabplatte für Jean Rasoir und Jeanne de Vendegies               | Stein, 16. Jahrhundert            | im Hôtel de Ville (Lage)                          | PM59000119    | Classé       | 1982  |      |
| Skulptur des heiligen Saulve (verschwunden)                      | Holz, 17. Jahrhundert             | ehemals in der Kirche St-Saulve (abgerissen 1975) | PM59004142    | Inscrit      | 1973  |      |
| Grabplatten                                                      | Stein                             | ehemals in der Kirche St-Saulve (abgerissen 1975) | PM59005570    | Inscrit      | 1973  |      |
| Wandvertäfelung des Chors                                        | Holz, 18. Jahrhundert             | ehemals in der Kirche St-Saulve (abgerissen 1975) | PM59004869    | Inscrit      | 1973  |      |
| Reliquiar in Form einer Monstranz (verschwunden)                 | Silber, 18. Jahrhundert           | ehemals in der Kirche St-Saulve (abgerissen 1975) | PM59006191    | Inscrit      | 1973  |      |
| Altar                                                            | Holz, bemalt, 18./19. Jahrhundert | ehemals in der Kirche St-Saulve (abgerissen 1975) | PM59007679    | Inscrit      | 1973  |      |
| Chorgestühl                                                      | Holz, 17. Jahrhundert             | ehemals in der Kirche St-Saulve (abgerissen 1975) | PM59004512    | Inscrit      | 1973  |      |
| Wandverkleidung des südlichen Querhauses                         | Holz, 18. Jahrhundert             | ehemals in der Kirche St-Saulve (abgerissen 1975) | PM59007370    | Inscrit      | 1973  |      |
| Hauptaltar                                                       | Holz, bemalt, 18. Jahrhundert     | ehemals in der Kirche St-Saulve (abgerissen 1975) | PM59009129    | Inscrit      | 1973  |      |
| Kanzel (möglicherweise zerstört)                                 | Holz, Ende des 18. Jahrhunderts   | ehemals in der Kirche St-Saulve (abgerissen 1975) | PM59003361    | Inscrit      | 1934  |      |
| Marienaltar mit Retabel                                          | Holz, bemalt, 18. Jahrhundert     | ehemals in der Kirche St-Saulve (abgerissen 1975) | PM59003399    | Inscrit      | 1973  |      |
| Wandvertäfelung im Kirchenschiff                                 | Holz, Anfang des 19. Jahrhunderts | ehemals in der Kirche St-Saulve (abgerissen 1975) | PM59006757    | Inscrit      | 1973  |      |
| Wandvertäfelung im nördlichen Querhaus (möglicherweise zerstört) | Holz, 18. Jahrhundert             | ehemals in der Kirche St-Saulve (abgerissen 1975) | PM59007380    | Inscrit      | 1973  |      |
| Beichtstuhl (zerstört)                                           | Holz, 1759                        | ehemals in der Kirche St-Saulve (abgerissen 1975) | PM59007870    | Inscrit      | 1973  |      |
| Beichtstuhl (zerstört)                                           | Holz, 1849                        | ehemals in der Kirche St-Saulve (abgerissen 1975) | PM59008111    | Inscrit      | 1973  |      |
| Gemälde Kreuzabhängung                                           | 18. Jahrhundert                   | ehemals in der Kirche St-Saulve (abgerissen 1975) | PM59008753    | Inscrit      | 1973  |      |